# Arbora & Ausonia
Arbora & Ausonia fue una empresa española con sede en Barcelona perteneciente al grupo Agrolimen dedicada a la fabricación y comercialización de productos absorbentes en los mercados de higiene infantil y familiar, higiene femenina y de incontinencia de adultos. Sus enseñas comerciales principales eran las marcas Ausonia, Tampax, Evax y Dodot.
En 1989 se vendió el 50% al grupo multinacional estadounidense Procter & Gamble, quedando como una joint-venture entre éste y Agrolimen. El 20 de julio de 2012 P&G compró a Agrolimen la otra mitad de la empresa que aún no poseía, haciéndose con el 100% de la sociedad.
Medio año después de la compra, en enero de 2013, Procter & Gamble anunció la liquidación de la empresa y el cierre de la sede de ésta en Barcelona, con la intención de concentrar toda la actividad administrativa en la sede social de la filial española de P&G, Madrid.

## Historia
Arbora Holding (empresa fundada en 1968) y Ausonia (nacida en 1977) se fusionan a finales de 1992 o principios de 1993 para crear Arbora & Ausonia, dando lugar a una empresa en el mercado ibérico del sector del cuidado e higiene personal. En ese momento se vio obligada a desprenderse de la marca de pañal infantil Ausonia para no incurrir en monopolio. Desde 1989 Arbora & Ausonia estuvo participada en un 50% por Procter & Gamble (P&G), compañía multinacional de productos de consumo, y en otro 50% por el grupo Agrolimen, holding nacional del sector de la alimentación. Tras 23 años de vida de la joint-venture entre ambos grupos, en julio de 2013, Procter & Gamble anuncia la compra en bloque del 50% de las acciones que estaban en manos de Agrolimen. Se hace, así, con la totalidad de la empresa. La operación se valoró en 1.000 millones de dólares y se formalizó a finales de 2012, una vez aprobada por las Autoridades de la Competencia Tras la compra, todas las marcas comerciales de la compañía absorbida, entre ellas Ausonia, Tampax o Dodot, se incorporaron al catálogo de P&G, quien siguió comercializando sus productos.
La actividad de Arbora & Ausonia se desarrollaba en España y Portugal, con oﬁcinas en Barcelona (sede de las oﬁcinas centrales) y en Oeiras (Lisboa). La planta de Arbora & Ausonia en Jijona es la industria con mayor número de empleados en toda la provincia de Alicante, ya que da empleo a 500 personas. La planta también ha elevado considerablemente su superficie, al pasar de los 2.600 metros cuadrados de hace treinta años a los 59.500 metros cuadrados actuales. Poseía dos plantas más en Mequinenza (Zaragoza) y Montornés del Vallés (Barcelona).

## Marcas y productos
- Pañales infantiles y toallitas: Dodot, Kandoo y Charmin.
- Compresas y protectores: Evax y Ausonia.
- Tampones: Tampax
- Productos para la incontinencia: Ausonia Evolution, Lindor y Salvacamas.